# خيليومودي
كيليوموديون (Χιλιομόδιον) هي مدينة في كورينثيا في مقاطعة كينتريكي إلادا في اليونان.

## أعلام
- إيرين باباس